# Suliko (cràter)
Suliko és un cràter d'impacte en el planeta Venus de 14,9 km de diàmetre. Porta el nom d'un antropònim georgià, i el seu nom va ser aprovat per la Unió Astronòmica Internacional el 1994.